# Nasko Sirakow
Nasko Petkow Sirakow (ur. 28 kwietnia 1962 w Starej Zagorze) – bułgarski piłkarz grający na pozycji ofensywnego pomocnika lub napastnika, oraz trener piłkarski i działacz.

## Kariera klubowa
Jest wychowankiem Lewskiego Sofia, ale początkowo występował na wypożyczeniu w Spartaku Warna i FK Chaskowo. W 1982 roku powrócił do Lewskiego, gdzie grał przez kolejne sześć lat; w tym czasie zdobył trzy tytuły mistrza kraju, dwa Puchary oraz dwie korony króla strzelców - dwa razy z rzędu był najskuteczniejszym napastnikiem ligi, a w rozgrywkach 1986–1987 dodatkowo popisał się niespotykanym wyczynem, kiedy 36 goli strzelił w trzydziestu meczach.
Do Lewskiego powracał jeszcze dwukrotnie (w sezonie 1991–1992 i kilka miesięcy po jego zakończeniu), wzbogacając kolekcję trofeów o dwa tytuły mistrzowskie, dwa Puchary i dwie kolejne korony króla strzelców. Dla tego klubu strzelił łącznie 206 goli i jest pod tym względem rekordzistą.
Do wyników z ekstraklasy bułgarskiej nie potrafił nawiązać grając za granicą - jego przygody z ligami Hiszpanii i Francji były krótkie i nieowocne. Piłkarską karierę zakończył w barwach innego zespołu z Sofii, Slawii.

## Kariera reprezentacyjna
W reprezentacji Bułgarii zadebiutował w 1983 roku, a trzy lata później brał udział w nieudanym Mundialu 1986. Osiem lat później jako jeden z dwu piłkarzy pamiętających tamte mistrzostwa (obok Borisława Michajłowa) pojechał na Mundial 1994, gdzie w pierwszej jedenastce zastąpił walczącego z nowotworem Ljubo Penewa. Zagrał we wszystkich siedmiu meczach, strzelił jednego gola (w meczu z Argentyną) i przyczynił się do zdobycia przez podopiecznych Dimityra Penewa czwartego miejsca. Dwa lata później na Euro 1996 był już tylko rezerwowym.

## Sukcesy piłkarskie
- mistrzostwo Bułgarii 1984, 1985, 1988, 1993 i 1994 oraz Puchar Bułgarii 1984, 1986, 1992 i 1994 z Lewskim Sofia
- mistrzostwo Bułgarii 1996 i Puchar Bułgarii 1996 ze Slawią Sofia
- W barwach Lewskiego Sofia czterokrotnie był królem strzelców ligi bułgarskiej (w 1987, 1988, 1992 i 1994 roku)

## Kariera szkoleniowca i działacza
Po zakończeniu kariery piłkarskiej przez dwa lata był asystentem Christo Bonewa w reprezentacji, samodzielnie krótko prowadził Slawię. Wkrótce potem został dyrektorem sportowym w Lewskim. W tym czasie jeszcze raz powrócił na ławkę trenerską, kiedy po dymisji Ljubomira Petrovicia poprowadził klub w meczu Pucharu UEFA z Chelsea F.C. w sezonie 2001–2002. Jednak po porażce 0:3 zapowiedział ostateczną rezygnację z zawodu trenerskiego.
Przez kolejne lata kontynuował pracę dyrektora w Lewskim. Po dwunastu kolejkach sezonu 2007/2008, kiedy Lewski przegrał z CSKA Sofia 0:1, do dymisji podał się trener Stanimir Stoiłow, a wraz z nim jego sztab; w tym także Sirakow. Ostatecznie, 6 grudnia, po specjalnym spotkaniu prezesa z działaczami Lewskiego postanowiono, że rezygnacje zostaną wycofane, a trener wraz ze współpracownikami otrzymają jeszcze jedną szansę. Jednak klub nie obronił tytułu mistrza kraju i w maju 2008 Stoiłow i Sirakow musieli rozstać się z Lewskim. Na miejsce Sirakowa klub zatrudnił byłego reprezentanta Daniela Borimirowa.
Sirakow wszedł wówczas do zarządu Bułgarskiego Związku Piłki Nożnej, kierowanego przez jego dawnego kolegę z boiska Borisława Michajłowa. Niedługo potem Stoiłow został selekcjonerem reprezentacji.